# 완도군의회
완도군의회는 전라남도 완도군 지역을 관할하는 기초의회이다.